# Club Libertad
El Club Libertad es una entidad deportiva con sede en el barrio Las Mercedes de la ciudad de Asunción, Paraguay que fuera fundada en fecha 30 de julio de 1905. Hasta 2025 ha conquistado un total de 26 campeonatos de la primera división, además de tres títulos de Copa Paraguay y dos de Supercopa Paraguay. En 2025 disputa por vigésimo cuarta ocasión la Copa Libertadores, la vigésimo primera en el vigente siglo. Es también el equipo paraguayo que ha participado en más ediciones de la Copa Sudamericana. Hasta el presente, su techo internacional han sido las semifinales, en el certamen más importante del continente llegó a esa instancia en dos ocasiones y en la Copa Sudamericana en tres oportunidades.
El Gumarelo, Repollero o Albinegro, como se lo conoce popularmente, fue elegido como el "Mejor club del mes del mundo" en febrero del 2010.[cita requerida]
En el club se destacaron futbolistas tales como: Basiliano Villamayor, Gerardo Rivas, Delfín Benítez Cáceres, Alfredo Vega, Hermes González, Porfirio Rolón, Eulogio Martínez, Robustiano Maciel, Antonio Cabrera, Manuel Gavilán, Higinio Benítez Casco, Rubén Fernández, Victoriano Leguizamón, Rogelio Bedoya, Antonio Ramón Gómez, Ireneo Hermosilla, Máximo Rolón, Domingo Benegas, Sebastián Fleitas, Cristóbal Maldonado, Arecio Colmán, Emigdio Dos Santos, Eugenio Morel, Milciades Morel, Fernando Alvez, Juan Bautista Torales, Ramón Hicks, Desiderio Díaz, Juan Samudio, Justo Villar, Carlos Bonet, Pedro Sarabia, Hernán Rodrigo López, Santiago Salcedo (actual máximo goleador del fútbol paraguayo), Pablo Guiñazú, Sergio Aquino, hasta el mismo Arsenio Erico (considerado por la FIFA como el mejor futbolista paraguayo de todos los tiempos) vistió la casaca albinegra en una gira disputada en Brasil en el mes de noviembre de 1942.
Además, el Club Libertad cuenta con la particularidad de haber tenido en su plantel a los cinco máximos goleadores del fútbol paraguayo y estos son Hernán Rodrigo López (2005-2007), (2014-2016), Santiago Salcedo (2016-2018), Juan Samudio (1996-1998), (2000-2006), (2008-2009), (2012), Fredy Bareiro (2003-2004), (2007), (2013) y Mauro Caballero (2001).
Disputa el clásico Blanco y Negro ante Olimpia. Al mismo tiempo, mantiene una fuerte rivalidad con Cerro Porteño y Guaraní, con este último disputa el Clásico capitalino. También existe rivalidad deportiva con Nacional y el Sportivo Luqueño. 
En baloncesto destaca como el tercer equipo con más títulos en el país.

## Historia

### Aparece Libertad Football Club
El 1905 fue un año de muchos cambios en el Paraguay. Una revolución triunfante, cuyos protagonistas vinieron en el buque "Sajonia" desde Buenos Aires un año antes, derribó al antiguo partido de gobierno (Colorado) e implantó al Partido Liberal. Las palabras "libertad", "democracia", "igualdad" se pusieron de moda, aunque, en verdad, las condiciones aún no estaban dadas para constituir valores efectivos.
En ese ambiente, un grupo de jóvenes realizaron en los primeros días del mes de junio un paseo en el buque "Libertad", 
La idea tomó forma definitiva el 30 de julio de 1905, en una habitación en un solar ubicado en la Avenida España entre Brasil y Salinares (hoy Avenida Perú), donde quince muchachos fundaron "una Asociación Atlética de ejercicios físicos", cuyos fines serían: "fomentar el juego de Football, como también el desarrollo y vigorosamente de la juventud", como expresaba literalmente el romántico acta fundacional labrado con pulcra escritura. Suscribieron la primera acta Juan Manuel Sosa Escalada, Adolfo Galeano, Ignacio Sosa Escalada, Plutarco Recalde, Antonio Gauto, Gregorio Villamayor, Basiliano Villamayor, Luis G. Ayala, Amulio Vázquez, Silvio J. Allegretti José Otazú, Norberto Morínigo, Carlos López, y Daniel Sosa Escalada.
El primer presidente fue designado Juan Manuel Sosa Escalada. El "alma" del equipo y principal responsable de su supervivencia en horas críticas fue su gran Capitán, Basiliano Villamayor.
El "Libertad" nació en un bello rincón de los suburbios asuncenos poblado de "tarumá", donde los mencionados jóvenes, además de dedicarse "al juego de pelotas", se congregaban para organizar sus serenatas y comparsas, muy en boga durante aquellos verdes años. El primer equipo del club, que a veces también sesionaba en las aulas del Colegio Nacional, "desafió" y aceptó los desafíos de los demás clubes, pues aún no existía el campeonato.
El primer cuadro liberteño formaba así: Daniel; Juan Manuel e Ignacio Sosa Escalada; Allegretti, Otazú y Recalde; Gatti, Ayala, Galeano, Villamayor y Morínigo.
El primer encuentro de fútbol en el que participó el Club Libertad fue un amistoso frente al Olimpia, en la cancha “Sociedad del Olimpia”, situada en Villa Egusquiza, el domingo 20 de agosto de 1905, aunque según otras versiones, el partido se disputó el día feriado 15 de agosto del mismo año. El onceno titular “gumarelo”, que empató en su primera presentación, estuvo conformado por: J. Daniel Sosa, Juan M. Sosa e Ignacio Sosa, Silvio J. Allegretti, José Otazú y Plutarco Recalde, Antonio Gauto, Luis G. Ayala, Adolfo Galeano, Basiliano Vilamayor (capitán) y Norberto Morínigo. Las camisetas fueron preparadas por las madres y abuelas de los jugadores, cosiendo delicadamente líneas negras verticales sobre rústicas camisetas blancas. El encuentro fue jugado en la cancha Sociedad y terminó empatado 1 a 1. El primer triunfo liberteño se dio pocos días después ante Nacional, al que Libertad ganó por la mínima diferencia (1-0).
Libertad, se instaló muy pronto en el barrio Tuyucuá, en una parte de la propiedad de la familia Andreani, algunos de cuyos integrantes también jugaron en el club.

### Apodos
Existen dos versiones sobre el origen del apodo Gumarelo, uno de los que se utiliza para denominar a Libertad. La primera versión señala que la denominación de “Gumarelo” se originó en un personaje ficticio italiano creado por el periodista argentino Antonio Franiecevich, allá por los años 1919/1920, a quien llamó Pascuale Gumarello.
La segunda versión sostiene que el nombre “Gumarelo” fue adoptado de la unión de dos apellidos de hinchas fanáticos del club, Gumaressi y Nuzzarello, formándose la palabra “Gumarello“ que, según la crónica de la época, es una palabra de un dialecto napolitano. De este modo la prensa comenzó a llamar “Gumarelos” a los hinchas liberteños, como asimismo al equipo.
El otro sobrenombre que se emplea para llamar al equipo es el de "Repollero". Este se debe a que en el sitio donde se asienta la sede del club antiguamente se plantaban hortalizas, entre ellas repollos. Es por este motivo por el cual la cancha de Libertad también es conocida como "La Huerta". Además, dicho lugar ubicado en el barrio Las Mercedes de Asunción recibe el apelativo de "Tuyucuá", que en guaraní significa lodazal.

### Primer campeonato y postura en contra de la Liga

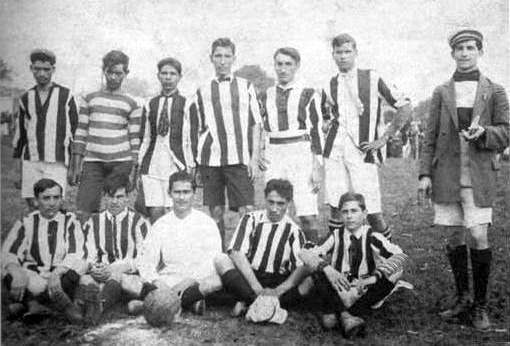
Equipo de Libertad en 1910, artífice del primer campeonato de la institución.

El club ganó en el año 1910 su primer campeonato nacional, luego de disputar la final con el Club Atlántida, el domingo 9 de octubre en el campo de la quinta del General Bernardino Caballero. El primer equipo campeón del Club Libertad, lo conformaron: Romero, Rodríguez, Almeida, Postigo, Finks, Pintos, Andreani, Villamayor (capitán), Finks, Baudín y Ayala. En el primer tiempo, Libertad abrió el marcador con el gol de Baudín. El segundo tanto de la final lo convirtió Basiliano Villamayor. Zacarías Gaona, de Atlántida, descontó para los oceánicos.
Al año siguiente, tras desacuerdos de organización y problemas con la Liga de Fútbol, Sus dirigentes que siempre tuvieron carácter y lo demostraron en 1911, al retirar al equipo del torneo por una epidemia de peste bubónica. El campeonato continuó y la Liga lo obligaba a jugar, por lo que el club decidió desafiliarse. De todas maneras, Libertad desafío al campeón Nacional y lo goleó por 3-0, provocando la prohibición de este tipo de partidos. Junto a otros equipos decidió fundar una liga paralela, la Liga Centenario que existió hasta 1917. Durante la existencia de dicha liga paralela, fue el más triunfador, con un total de 3 títulos (1913, 1914, 1916), frente a 2 del histórico Atlántida.
En 1917 Libertad ganó la División Transitoria (creada para clubes que querían retornar a la liga oficial), y a la vez obtuvo su segundo campeonato nacional de la hoy Asociación Paraguaya de Fútbol, al vencer a Olimpia en una polémica final entre divisiones, a la cual llegaba el rival luego de más de un mes sin entrenar y ante las protestas de la prensa que consideraba al Decano como campeón, con toda esta polémica se empezó a gestar uno de los clásicos más candentes del fútbol paraguayo considerado como el "Blanco y Negro".

### Libertad gana un campeonato maratónico
En el campeonato oficial de 1930, la Liga Paraguaya de Football Association, con el deseo de dar mayor animación al fútbol nacional, decidió aumentar el número de competidores en la Primera División. Así como ascendieron los equipos de CALT (Compañía Americana de Luz y Tracción), Presidente Alvear, Presidente Hayes y Universo, en realidad la experiencia fue un fracaso, pues si aún con diez competidores los clubes se mantenían en mísera situación económica, estas aumentaron cuando se elevó el número de competidores a catorce.
El torneo se inició recién el 21 de septiembre, luego del retorno de los jugadores que participaron en el Mundial de Montevideo. Se decidió que el certamen sea de una sola rueda. La situación económica de los clubes era apremiante, y con el deseo de sostener a los más pequeños, se concibió un sistema que consistía en jugar en canchas neutrales formando un fondo común que se repartía entre todos los participantes.
Libertad, presidido a la sazón por el Dr. Narciso Méndez Benítez ganó bien el campeonato. Su cuadro básico estaba formado por: Bogarín; Velázquez y Vásquez; Cardozo, Sosa León y Viccini; Lino Nessi, Sánchez, Benítez Cáceres, Bernié y Sosa Lagos. Los albinegros festejaron alborozados el campeonato conquistado luego de diez años de lucha.
La definición fue dramática; en la penúltima fecha Ríver Plate llevaba 21 puntos ganados y debía jugar su último partido con el Olimpia el 23 de noviembre de 1930. Un empate era suficiente para dar por primera vez el triunfo a los riveristas, pero perdieron 1-3. Libertad, por su parte, tenía 20 puntos y jugaba con el modestísimo Presidente Alvear, colero del torneo. Los albiverdes opusieron una terrible resistencia a los gumarelos, que solo a última hora lograron marcar, mediante Delfín Benítez Cáceres, el gol que les daba el 2 a 1 y el campeonato de 1930.

### Los campeones viajan a Tucumán
Luego de la conquista del campeonato, por primera vez en su existencia, Libertad viajó al exterior y llegó hasta Tucumán, Argentina, tras un largo viaje. La actuación deportiva no fue buena: jugó cuatro partidos, empató uno, perdió dos y ganó uno, al Central Norte, por 5 a 1. Así y todo, el viaje quedó en la historia del Libertad y especialmente en la mente de los viajeros, pues además de ser pintoresco, las atenciones de los tucumanos fueron múltiples.
Un Libertad bastante "reforzado" con jugadores de otros clubes, como solía acostumbrarse en aquellos tiempos, realizó una notable gira a fines de 1938. Comenzó en Posadas, donde goleó a todos sus oponentes, llegó al Brasil donde obtuvo resultados realmente meritorios. Venció al Vasco da Gama de Río de Janeiro (3 a 1), empató en São Paulo con el Palestra Itália 2 a 2. Al respecto de este partido, en un periódico asunceno anunciaron que el Libertad venció a un equipo italiano, campeón del mundo. Palestra Itália hoy se llama Palmeiras. Libertad perdió ajustadamente con el Santos y el São Paulo.
Vale la pena recordar quiénes integraron aquel equipo gumarelo:
Presidente: Juan Francisco Recalde; Delegados: Américo Di Pardo y Sergio Recalde. Jugadores: Antonio Fernández, Ramón Moreno, Antonio Invernizzi, José Cruz Guerreira, Miguel Ortega, Pedro Osorio, José Bernié, Medardo Núñez, Lino Nessi, Alberto Gustale, Delfín Benítez Cáceres, Aurelio González, Julián Benegas, Diego Ayala, Mereles, Samaniego, R. Benítez y Álvarez.

### Campeón 1943
Libertad consiguió su quinta estrella varias fechas antes de la culminación del torneo. El domingo 17 de octubre de 1943, por la quinta fecha de la segunda rueda, En el Bosque de Para Uno, El Gumarelo goleó a Olimpia por 4-1 con tantos de Alejandro Roa a los 33' del primer tiempo y 25' del segundo y los dos restantes anotados por Porfirio Rolón a los 5' y 7' de la complementaria. 
Este gran equipo estuvo integrado por: Manuel Gavilán, Delio Meaurio, Diego "Hormiguita" Fernández, Amado Casco, Ramón Moreno, Antonio Invernizzi, Amado Salinas, Eligio Esquivel, Juan Acosta, Porfirio Rolón y Alejandro Roa. Dirigidos por Manuel Fleitas Solich.

### Libertad, gran campeón de 1945
Con gran solvencia el Libertad dirigido técnicamente de vuelta por el mítico Manuel Fleitas Solich, conquistó el torneo oficial del año 1945, casi con el mismo equipo que dos años antes. La atracción máxima la constituyó el encuentro final del campeonato, que se jugó en el estadio de Sajonia. Libertad había llegado hasta esa instancia con 25 puntos conquistados y Cerro Porteño con 24.
Cerro Porteño debía vencer forzosamente y perdió 5-0 para ganar el certamen pero esa tarde, los albinegros vencieron a los azulgranas, nada menos que marcando cinco goles al gran Sinforiano García. Cinco a cero fue el marcador con el cual el Libertad logró su sexta estrella.
Integraban aquel equipo: Marcelino Vargas, Amado Casco, Víctor Vega, Manuel Gavilán, Victoriano Leguizamón y Mario Fernández; Eligio Esquivel, Delfín Benítez Cáceres, Gavino Arévalo, Porfirio Rolón y Alejandro Roa.
Acabó como goleador del campeonato el liberteño Porfirio Rolón con 18 tantos.

#### Gira de los campeones de 1945
El campeón paraguayo realizó una nueva gira por tierras brasileñas. Resultó todo un éxito. Entre sus victorias pueden contarse las obtenidas ante Sao Paulo y Santos y los empates ante Palmeiras, Corinthians y América. También venció al Internacional de Porto Alegre y cayó derrotado ante el Vasco Da Gama, Portuguesa y Sao Paulo, en la revancha. En otras ciudades provinciales brasileñas como Uberaba, Maruja, Riberao Preto, Limeira, Campinhas y otras, obtuvo notables triunfos. 

### Gira por Buenos Aires
El 2 de diciembre de 1950, Libertad visitó a River Plate en Buenos Aires donde lo venció por 4-3 con goles de: Alarcón, Fernández y López Fretes en dos oportunidades. El "millonario" con sus grandes figuras Amadeo Carrizo, Walter Gómez, Eliseo Prado, Ángel Labruna y Félix Loustau cayó derrotado ante el Gumarelo. 
Posteriormente empató con Racing 1 a 1. Racing, a la sazón, era el imbatible bi campeón argentino.

#### Copa Río 1952
En el año 1952, participó de la segunda edición de este torneo internacional de clubes. Donde compartió el grupo 2, denominado 
«Grupo São Paulo», en el estadio Pacaembú. El grupo estaba compuesto por el Corinthians campeón Paulista de 1952, el Austria Viena campeón de Austria de la temporada 1951/1952 y el Fußball-Club Saarbrücken subcampeón de Alemania Federal de aquel año. En su primer encuentro, el 13 de julio, el Gumarello, cayó por 4 a 2 frente al Austria Viena, En la segunda fecha el 16 de julio, lo derrotó el Corinthians, por el abultado marcador de 6 a 1 y en su última presentación, el 19 de julio logró algo histórico para el fútbol paraguayo al vencer por 4 a 1 al Fußball-Club Saarbrücken alemán, esta fue la primera victoria de un equipo paraguayo frente a un equipo europeo.

## Gloria de Libertad y fin de una era
El club Libertad llegó en 1955 al apogeo de su poderío. Su poderoso equipo llegó a ser prácticamente imbatible, tanto para los equipos locales como para los extranjeros. Era poseedor de una delantera arrolladora de juego sutil y hermoso, donde brillaba con todo su esplendor el centro forward Eulogio Martínez, uno de los más grandes jugadores que produjo el fútbol paraguayo.
Su línea media alimentaba constantemente a la delantera y su defensa era magnífica. Un equipo así parecería imbatible y solamente terminó cuando sus jugadores fueron transferidos y cuando cayó sobre él lo inexorable que tienen todos los organismos: el fin natural de las cosas.
Libertad jugaba solo, automáticamente, sin mayores instrucciones, su juego era fruto del talento individual de sus jugadores. En 1954 fue técnico Antonio Fernández, que prácticamente no influía en el equipo. En 1955 fue designado director técnico un argentino de apellido Viccini, que no era conocido por nadie.
En 1955 termina una gran era del fútbol paraguayo. En ella surgieron cientos de grandes jugadores que casi siempre fueron a parar al exterior.
Los campeonatos de la Liga fueron competitivos y muy atractivos, y la alternancia en los triunfos daba sabor y expectativa a cada torneo. La albirroja tuvo gran prestigio internacional y la Copa América conoció por primera vez la vieja y somnolienta Asunción. 
Tal es así que el plantel campeón sudamericano de Lima en 1953 tuvo en sus filas a 6 jugadores de Libertad, estos fueron: Robustiano Maciel, Antonio Cabrera, Manuel Gavilán, Ireneo Hermosilla, Antonio Ramón Gómez y Rubén Fernández, además del entrenador Manuel Fleitas Solich quien se consagró campeón de 1943 y 1945 con Libertad, donde ya tuvo a varios de estos jugadores al igual que el centrocampista, Victoriano Leguizamón.
La Liga Paraguaya de Fútbol era una tribuna del libre pensamiento, sin intromisiones políticas ni de otra índole, en ella brillaron los más grandes dirigentes de la historia del fútbol paraguayo. El lapso entre 1945 y 1955 fue la "belle epoque" del balompié guaraní. 

### Visita del River Plate
En julio de 1955 visitó Asunción el River Plate de Buenos Aires, trayendo a sus grandes valores: Carrizo, Vernazza, Prado, Walter Gómez, Sívori, Loustau, entre otros.
Su primer partido con Olimpia terminó empatado a tres y en el segundo, el 10 de julio, Libertad lo derrotó por 5 a 1. La gran victoria gumarela corroboró su prestigio internacional y el gran momento por el que venía pasando.

### Visita del FC Barcelona
En julio de 1962, el célebre y poderoso equipo catalán se encontraba realizando una gira por Sudamérica. Integraban el equipo de Barcelona nada menos que Eulogio Martínez (exjugador de Libertad) y Cayetano Ré, el uruguayo Cubilla, el uruguayo Julio César Benítez y el célebre Sándor Kocsis, exintegrante del seleccionado húngaro. El Director Técnico era otro célebre húngaro Ladislao Kubala.
La afición paraguaya tenía muchos deseos de ver al gran equipo de la ciudad Condal, pero la tarifa de los españoles era inalcanzable. Los directivos del Club Libertad pidieron una mano al presidente de la República. El general Alfredo Stroessner hizo un llamado a Madrid y pidió al generalísimo Franco que intercediera para que el anhelo de la afición se haga realidad. Franco accedió y así llegó por primera vez a tierras paraguayas un equipo español. El partido ganaron los de Barcelona a Libertad por 2-1.

### Visitas memorables
En una época en que se carecía de torneos internacionales a nivel de clubes, los partidos amistosos entre equipos representaba un verdadero acontecimiento. Se detenía el campeonato oficial y en el ambiente se percibía una especie de "feriado nacional". Cinco entidades sudamericanas y tres europeas visitaron a Libertad en aquella época. 
El club Libertad 16 años después de su nacimiento participaría del primer encuentro internacional de su historia institucional. Fungía de presidente albinegro el doctor Manuel Bedoya. El debut se daba ante un rival de trayectoria deportiva reconocida. La Selección Argentina  de Fútbol, cuya base era el equipo de Boca Juniors, sería el conjunto contendiente que jugó localmente varios partidos con el eufemismo de combinado. Debido a la importancia que el evento revestía, asistieron el presidente de la República, Manuel Gondra y su comitiva. 
También visitaron a Libertad: en 1941 Racing Club con la presencia estelar en las filas del equipo argentino de un ídolo gumarelo como Delfín Benítez Cáceres, 
En la década del 40 llegaba por primera vez un club brasileño para enfrentarse a un equipo paraguayo, arribó el São Paulo Futebol Clube, armado con todas sus estrellas. El "Diamante Negro" Leônidas da Silva y Antonio Sastre. También contó con la presencia del presidente de la República, Gral. Higinio Morínigo.  
En el mes de octubre de 1944 el Club Atlético Huracán de Buenos Aires fue el primer equipo de Fútbol que llegaba a la capital paraguaya en avión, el gallardo equipo argentino traía en sus filas además de sus grandes figuras al centrodelantero paraguayo Atilio Mellone. 
Huracán, que fue traído por el Libertad, perdió por 2 a 1 ante el equipo Gumarelo. Grandes jugadores  integraban el equipo del "Globito", Bruno Barrionuevo, Strembell, Tucho Méndez, Emilio Baldonedo y otros. 
El gran club yugoslavo Partizan de Belgrado, emprende una gira por Sudamérica. Libertad, a través de su presidente Genaro Escudero, concreto la venida por primera vez del representativo y profesional club europeo. En las filas del Partizan se hallaba su máxima estrella, Stjepan Bobek, por entonces sólo comparado con Ladislao Kubala y Alfredo Di Stéfano. Libertad venció por 4-3 en aquella ocasión. 
En el año 1966 llegó a Asunción el Cagliari Calcio, el compromiso se cumplió el 12 de junio en el estadio de la Liga Paraguaya de Fútbol. El triunfo fue para los italianos por 2 a 1. 
El puntero peruano Gallardo abrió la cuenta a los 25' para los visitantes sardos. Aumentó Giagnoni a los 11' de la etapa final y, sobre los 31', Sebastián Fleitas Miranda, otro de los cracks del Club, decretó el descuento final. 
Libertad formó con: Orrego, Sosa, Domínguez y Molinas; Bobadilla, y Alcides Sosa; Jair, Oppe Quiñónez, Villegas, Acevedo y Sebastián Fleitas, también ingresaron: Justo Pastor Leiva y Juan Ayala. 
En el año 1953 recibió al Club Atlético Independiente. El resultado fue un empate de 2 a 2.
Con motivo del festejo de su campeonato en el año 1976, el 2 de noviembre, Libertad, recibió a Boca Juniors en el Defensores del Chaco, el cotejo terminó empatado 1 a 1. El tanto del Gumarelo fue convertido por Arecio Colmán.
En el año 2003 con su estadio remodelado, Libertad recibió al Toluca, el encuentro culminó en un empate 1-1.

### El torneo oficial de 1955
El sistema de juego cambió en 1955. Se jugaron dos ruedas, al término de las cuales descendía el penúltimo y el último. San Lorenzo descendió directamente, pero Nacional y S. Luqueño, que fueron penúltimos, tuvieron que jugar tres dramáticos encuentros, al cabo de los cuales descendió el S. Luqueño. Se había iniciado el criticado plan de disminución de clubes en la primera división.
Los cinco mejores jugaron una tercera rueda, sumando puntos a los ganados en las dos primeras.

#### Posiciones del campeonato 1955
Se consigna la ubicación de los cinco primeros, pues los demás ya no jugaron la tercera rueda.
1. Libertad 37 puntos
2. Olimpia 29 puntos
3. Cerro Porteño 29 puntos
4. Guaraní 25 puntos
5. Sol de América 19 puntos
Goleador: Máximo Rolón (Libertad), 25 goles.

#### Campeón del 76
Pasaron luego 21 años para que Libertad vuelva a saborear el sorbo desde la copa de campeón, y una vez más lo hace con equipo memorable, cuyos componentes, en su gran mayoría tenían en su sangre solamente glóbulos negros y glóbulos blancos.
El 17 de octubre de 1976, Libertad venció a Cerro Porteño en el Defensores del Chaco con un doblete de Apolinar Paniagua y se consagró campeón tras 21 años. 
Ese memorable equipo estaba conformado por: 
Alcides Báez, Juan Espínola, Eduardo Villalba, Ricardo Tavarelli y Braulio Bernal; Carlos Huespe, Arecio Colmán y Eugenio Morel; Emigdio Dos Santos, Apolinar Paniagua y Juan Ramón Ocampos. Además de: José Félix Orrego, Nelson Egert, Justo Pastor Ledesma, Juan Alberto Benítez, Lucio Robles, Feliciano Brítez, Pedro Nelson Fleitas, Carlos Espínola, Cristóbal Maldonado y Milciades Morel. Dirigidos por Ramón Rodríguez, también dirigió en la primera rueda Juan Alberto Pino.

### Copa Libertadores 1977
En este año el Club Libertad llegaría a la semifinal de la Copa Libertadores de América, a la que clasificaría después de haber obtenido el título del Campeonato Paraguayo en 1976; en fase de grupos enfrentaría al Club Olimpia de su mismo país, también enfrentaría a la Universidad de Chile, y al Everton de ese mismo país, en el primer partido en Asunción empataría en un clásico frente a Olimpia 2 a 2 posteriormente caería en Santiago contra la Universidad de Chile por 1 a 0, luego viajaría a Viña del Mar para enfrentar al Everton de Viña del Mar el cual ganaría por 3 a 1, luego derrotaría a la Universidad de Chile por 3 a 0 en Asunción, luego empataría también en Asunción con su homónimo Club Olimpia, por el marcador de 0 a 0 y por último le ganaría al Everton por 2 a 1 en Asunción clasificando a la Semifinal de la Copa Libertadores 1977, ya que en esa época no existían los Octavos de final ni tampoco los cuartos de final por la cantidad de equipos que clasificaban directamente a la Semifinal en donde enfrentaría al poderoso Club Atlético Boca Juniors con el cual caería en Asunción por 1 a 0, y también por el mismo marcador en Buenos Aires, también venció al Deportivo Cali en condición de local por 2-1 y consiguió un empate en Colombia, siendo esta la primera gran campaña del club en la Copa Libertadores.

### Descenso y el gran retorno
En el año 1998, Libertad descendió de categoría por primera vez en su historia ya que obtuvo el peor promedio de aquella temporada. Luego de dos temporadas en la segunda categoría del fútbol paraguayo, "El Gumarelo" consiguió su ansiado retorno a la división de honor del balompié guaraní. Así comenzaba a escribir la página más gloriosa de su gran historia. 
Después de esta mala racha vendría una de las mejores épocas del equipo, pues sería el dominador de los torneos paraguayos durante casi una década. Se coronaría campeón en los años 2002 y 2003, vicecampeón de 2004 y 2005, y lograría el tetracampeonato en los campeonatos 2006, 2007, 2008 Apertura y 2008 Clausura. En ambos torneos del 2009 sería nuevamente vicecampeón. Luego vendrían los campeonatos obtenidos en el Clausura 2010, Clausura 2012, Apertura 2014, Clausura 2014, Apertura 2016, Apertura 2017, Copa Paraguay 2019, Apertura 2021, Apertura 2022, Apertura 2023, Clausura 2023, Copa Paraguay 2023, Supercopa Paraguay 2023, Apertura 2024, Copa Paraguay 2024 y Supercopa Paraguay 2025. En este periodo se destaca la temporada 2023, donde ganó todos las competiciones oficiales ese mismo año. 
Por si estos logros fueran pocos, en el 2003 y 2011 llegaría a cuartos de final de la Copa Sudamericana, En el 2007, 2010, 2011, 2012 y 2020 llegaría a cuartos de final de la Copa Libertadores y en el 2006 disputaría la semifinal de la Copa Libertadores por segunda vez en su historia (ya lo había hecho en 1977), pero esta vez entre los 4 mejores del continente (no solo entre los 6 mejores como la vez anterior). Además en la ediciones del 2013, 2017 y 2021 de la Copa Sudamericana llegó hasta las semifinales, cayendo en el 2013 ante Lanús, en el 2017 ante Independiente ambos equipos se consagraron posteriormente, y en el 2021 ante el Bragantino.

## Origen del nombre, los colores y símbolo
En el número especial de la revista Albinegro, publicada por el 50° aniversario del club, se destaca la participación del primer Presidente, Juan Manuel Sosa Escalada, en la elección de dicho nombre. Él fue quien inclinó la votación a favor del nombre Libertad otros nombres que surgieron fueron Paraguay, Sajonia y Asunción con un discurso sobre el bello y grato nombre” y “la mágica palabra de los siglos”, que impresionó a los gestores de la naciente sociedad.
Apenas se conoce que en aquella asamblea constitutiva se decidió adoptar el blanco y el negro en franjas verticales alternadas y pantalones color negro, como la indumentaria oficial del Club. Hay quienes afirman que entre los participantes de la asamblea había hinchas italianos del Juventus de Turín, pero no se puede dar demasiada credibilidad a la versión, puesto que entre los que firman el acta sólo figura un apellido de origen italiano:Allegretti.
Pero lo que no se puede discutir es que los italianos han tenido una marcada influencia en el club. Justamente, un símbolo que representa al liberteño es “Don Nicola”, un personaje vestido como verdulero que lleva un canasto de productos hortícolas, entre los que sobresalen los repollos. “Don Nicola”, con sus anchos bigotes y su gorro a cuadros, representa a los inmigrantes italianos que tenían la costumbre de cultivar huertas en sus hogares. Hoy día, este italiano mostachón y apasionado trasciende el siglo como el más fiel retrato del hincha gumarelo, término que identificará por siempre al seguidor del Club Libertad.

## Estadio e instalaciones del club

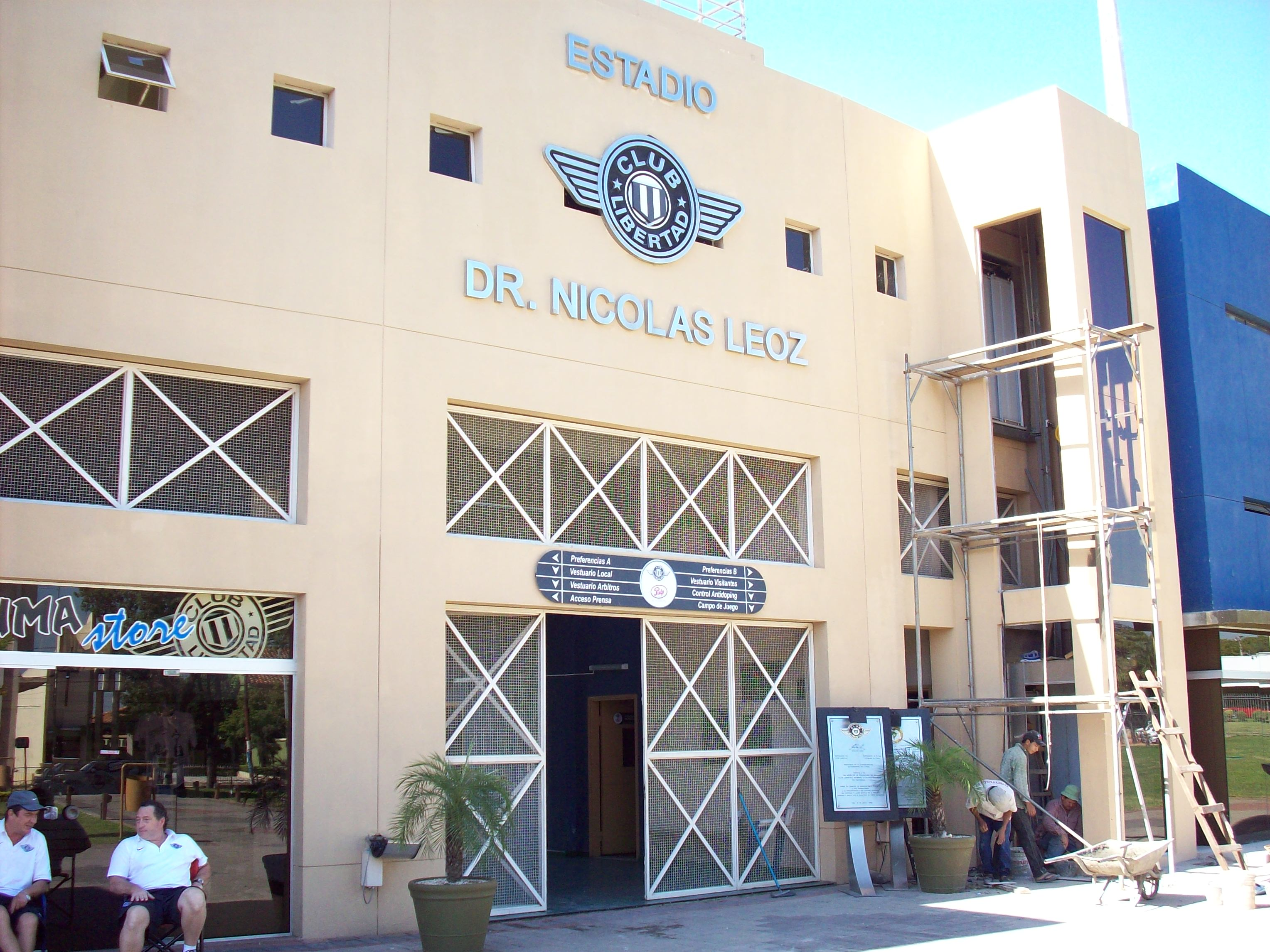
Fachada principal del remodelado estadio liberteño.

El estadio del Club Libertad, llamado Estadio LA HUERTA, cuenta con una capacidad para aproximadamente 15.000 personas y cabinas para la transmisión de partidos por radio y televisión.
El mismo se encuentra ubicado en el Barrio Las Mercedes, de Asunción, más conocido hasta hoy día con el mote de Tuyukuá (en español:Agujero de barro), atendiendo que años atrás con cada lluvia esa zona y la cancha se llenaba de barro.
Las dimensiones del campo de juego son de 107 metros de largo por 73 metros de ancho.
El 8 de marzo de 2011, se llevó a cabo el primer partido oficial a nivel internacional entre el dueño de casa y el Universidad San Martín de Porres de Perú, al que venció por el marcador de 5 a 1 en el marco del Grupo 1 de la Copa Libertadores 2011, con presencia de unas 10 mil personas.
Se ha planeado ampliar la capacidad del estadio a 25.000 con la construcción de una bandeja superior a la que ya está.[cita requerida]

### Otras dependencias
Además del estadio de fútbol, el club cuenta en su sede propia, con su propio local del concentración, ahorrándose de esta forma gastos de hotelería.
También cuenta con un polideportivo techado, para la práctica de deportes como el básquetbol, handbol y futsal FIFA.
Otra de las ventajas que el club da a sus jugadores, es que cuenta con un gimnasio totalmente equipado además de dependencias para los juveniles y próximamente un colegio que dependerá del club. También posee un spa, un centro de juegos, un hotel de lujo, 7 canchas de golf, una cascada real entre otras cosas.

## Rivalidades

### Clásico Blanco y Negro
El clásico Blanco y Negro, es la rivalidad deportiva existente entre Olimpia y Libertad. Lleva dicha denominación debido a que ambas instituciones se identifican con esos colores. Desde su primer enfrentamiento en septiembre de 1906, el clásico Blanco y Negro ha sido escenario de intensos y memorables duelos entre Libertad y Olimpia, dos de los tres clubes más laureados de la Primera División. A continuación, se detalla el historial de partidos oficiales disputados entre ambos equipos. 
| Rival   | PJ  | PG | PE | PP  | GF  | GC  | DIF |
| ------- | --- | -- | -- | --- | --- | --- | --- |
| Olimpia | 315 | 97 | 85 | 133 | 360 | 442 | -82 |

### Clásico Moderno
El enfrentamiento entre Libertad y Cerro Porteño, a menudo denominado Clásico Moderno, se ha consolidado como una de las rivalidades más intensas del fútbol paraguayo. Ambos equipos, considerados parte de los “tres grandes” del país, protagonizan duelos clave que suelen definir la lucha por el título de la Primera División y marcan el pulso de las competiciones internacionales.
| Rival         | PJ  | PG | PE | PP  | GF  | GC  | DIF |
| ------------- | --- | -- | -- | --- | --- | --- | --- |
| Cerro Porteño | 288 | 97 | 83 | 108 | 360 | 396 | -36 |

### Clásico capitalino (Paraguay)
El clásico capitalino es una denominación poco usual que se le ha asignado a una vieja rivalidad que tiene como protagonistas a los equipos más laureados de la Primera división del fútbol paraguayo, excluyendo a los animadores del superclásico, el Guaraní y el Libertad.
Por años han mantenido una pugna por el título honorífico del "tercer grande" del fútbol paraguayo, discusión que ha perdido fuerza, esto a raíz de la enorme cosecha de éxitos del Gumarelo que en el siglo XXI ha conquistado un total de 21 títulos oficiales, mientras tanto el Cacique solo levantó 3 trofeos de campeón. 
| Rival   | PJ  | PG  | PE  | PP | GF  | GC  | DIF |
| ------- | --- | --- | --- | -- | --- | --- | --- |
| Guaraní | 302 | 112 | 100 | 90 | 443 | 405 | +38 |

## Comisión directiva
- Presidente: Rubén Di Tore
- Vicepresidente 1: Felipe Burro
- Vicepresidente 2: Carlos Cañete
- Secretario general: Óscar Manuel Verón de Astrada
- Tesorero: Carlos Giovine
- Miembros titulares: Porfirio Benítez Musa / Diogenes Martínez / Jorge Mendoza / Ricardo Torres / Juan Carlos Fortlage
- Síndico titular: Jorge Augusto Mendoza Rolón
- Síndico suplente: Óscar Arias Torreani

## Uniforme
- Uniforme titular: camiseta con franjas verticales blancas y negras, pantalón negro, medias negras.
- Uniforme alternativo: camiseta roja con rayas horizontales negro y blanco, pantalón blanco, medias blancas.

#### Titular
| 2009-10 | 2011-12 | 2013 | 2014 | 2015 | 2016 | 2017 | 2018 |

| 2019 | 2020 | 2020-21 | 2021-22 | 2022-23 | 2023-24 |

### Alternativo
| 2009-10 | 2011-12 | 2013 | 2014 | 2015 | 2016 | 2017 | 2018 |

| 2019 | 2020 | 2020-21 | 2021-22 | 2022-23 | 2023-24 |

### Tercero
| 2013 | 2014 | 2015 | 2018 | 2020 | 2020-21 | 2021-22 | 2022-23 | 2023-24 |

## Patrocinio
| Proveedor      | Período     |
| -------------- | ----------- |
| Textil Parana  | 1986 - 1992 |
| Le Coq Sportif | 1993        |
| Lotto          | 1994 - 1995 |
| Puma           | 1996 - 1999 |
| Redes          | 1999        |
| Puma           | 2000        |
| Adonái         | 2001        |
| Nike           | 2001 - 2019 |
| Saltarín Rojo  | 2020        |
| Puma           | 2020 - ...  |

| Patrocinador    | Período     |
| --------------- | ----------- |
| Banco Unión     | 1985 - 1989 |
| Nova Schin      | 1990 - 1992 |
| Campesino Yerba | 1993 - 1994 |
| Goldstar        | 1995        |
| Citibank        | 1996        |
| Samsung         | 1997 - 1998 |
| Sanyo           | 1999 - 2000 |
| Banco Amambay   | 2001        |
| Pulp            | 2002 - 2007 |
| Budweiser       | 2007 - 2009 |
| Pulp            | 2009 - 2012 |
| Coors Light     | 2012 - 2013 |
| Pulp            | 2014 - 2021 |
| Tigo            | 2022 - ...  |

## Datos del club
Actualizado al 1 de diciembre de 2024
- Temporadas en 1.ª: 108[5]
- Temporadas en 2.ª: 2 (1999 y 2000).
- Mejor puesto en 1.ª: Campeón.
- Peor puesto en 1.ª: Último (1998).
- Campeonatos: 25
- Subcampeonatos: 22
- Dirección: Avda. Artigas 1030, Asunción.
- Teléfono: + 595 (21) 204.865 y + 595 (21) 224.342
- Sitio web: https://clublibertad.online/
- Correo electrónico: prensa@clublibertad.com.py

## Participaciones internacionales
- Copa Libertadores de América: (24)[6] 1968, 1977, 1978, 2003, 2004, 2005, 2006, 2007, 2008, 2009, 2010, 2011, 2012, 2013, 2015, 2017, 2018, 2019, 2020, 2021, 2022 , 2023, 2024 y 2025.
  - Semifinalista (2): 1977, 2006.
- Copa Sudamericana: (16) 2002, 2003, 2004, 2006, 2007, 2008, 2009, 2011, 2013, 2014, 2015, 2016, 2017, 2021, 2023 y 2024.
  - Semifinalista (3): 2013, 2017, 2021.
- Copa Internacional de Río (1): 1952.[7]

Amistosos
- Torneo Cuadrangular Internacional de Quito (1): 1954.
- Copa Ganadores de Copa (1): 1970.
- Copa Santa Fe (1): 2009.
- Copa Bimbo (1): 2011.
- Copa Comunicaciones Antel (2): 2012, 2016.
- Copa Samsung Galaxy Note (1): 2013.

## Estadísticas en competiciones internacionales

### Por competencia
| Torneo                       | TJ | PJ  | PG  | PE | PP | GF  | GC  | DG  | Puntos |
| ---------------------------- | -- | --- | --- | -- | -- | --- | --- | --- | ------ |
| Copa Libertadores de América | 24 | 188 | 72  | 48 | 68 | 234 | 230 | +4  | 258    |
| Copa Sudamericana            | 16 | 82  | 36  | 17 | 29 | 93  | 80  | +13 | 125    |
| Total                        | 40 | 270 | 108 | 65 | 97 | 327 | 310 | +17 | 383    |

En la Copa Libertadores de América se otorgan puntos de acuerdo a las siguientes normas:
- 3 puntos por partido ganado (2 puntos por partido ganado desde la edición 1960 hasta la edición 1994).
- 1 punto por partido empatado.
- 0 puntos por partido perdido.

## Récords de jugadores
- Jugador con más partidos disputados en todas las competiciones:  Sergio Aquino (578).

- Jugador con más partidos disputados en torneos locales:  Sergio Aquino (438).

- Jugador con más partidos disputados en torneos internacionales:  Sergio Aquino (135).

- Máximo goleador del club en todas las competiciones:  Oscar Cardozo (138).

- Máximo goleador del club en torneos locales:  Oscar Cardozo (114).

- Máximo goleador del club en torneos internacionales:  Oscar Cardozo (25).

- Máximo goleador del club en Copa Libertadores:  Oscar Cardozo (18).

- Máximo goleador del club en Copa Sudamericana:  Hernan Rodrigo López (8).

- Jugador con más títulos en el club:  Antonio Bareiro (13).

                                       Actualizado hasta la fase de grupos vs Alianza Lima 27/05/2025 de la Copa Libertadores (2025).

### Datos y estadísticas de jugadores Jugadores con más partidos disputados en el club (sigloXXI)
Actualizado última vez el 1 de junio de 2025, Club Libertad 1 vs 0 2 de Mayo. 
| # | Jugador         | Torneo Paraguayo | Conmebol Libertadores | Conmebol Sudamericana | Copa Paraguay | Supercopa Paraguay | Total |
| - | --------------- | ---------------- | --------------------- | --------------------- | ------------- | ------------------ | ----- |
| 1 | Sergio Aquino   | 438              | 84                    | 51                    | 5             | -                  | 578   |
| 2 | Antonio Bareiro | 298              | 50                    | 26                    | 9             | -                  | 383   |
| 3 | Óscar Cardozo   | 279              | 44                    | 20                    | 15            | 1                  | 359   |
| 4 | Pedro Sarabia   | 249              | 45                    | 16                    | -             | -                  | 310   |
| 5 | Rodrigo Muñoz   | 241              | 36                    | 28                    | 2             | -                  | 307   |
| 6 | Matías Espinoza | 230              | 36                    | 16                    | 7             | -                  | 289   |
| 7 | Carlos Bonet    | 191              | 55                    | 20                    | -             | -                  | 266   |

- Máximos goleadores del club (siglo XXI):

Actualizado última vez el 27 de mayo de 2025, Club Libertad 2 vs 2 Alianza Lima. 
| # | Jugador              | Torneo Paraguayo | Conmebol Libertadores | Conmebol Sudamericana | Copa Paraguay | Total |
| - | -------------------- | ---------------- | --------------------- | --------------------- | ------------- | ----- |
| 1 | Oscar Cardozo        | 109              | 18                    | 7                     | 4             | 138   |
| 2 | Juan Samudio         | 114 (5)          | 5                     | 7                     | -             | 131   |
| 3 | Hernan Rodrigo López | 80               | 6                     | 8                     | -             | 94    |
| 4 | Antonio Bareiro      | 74               | 4                     | 4                     | 1             | 83    |
| 5 | Lorenzo Melgarejo    | 50               | 4                     | 2                     | 8             | 64    |
| 6 | Santiago Salcedo     | 49               | 4                     | 4                     | -             | 57    |

- () goles en segunda división.

### Jugadores con más títulos
| Posición | Nombre del Jugador | País      | Torneo Apertura | Torneo Clausura | Campeonato Paraguayo | Copa Paraguay | Supercopa Paraguay | Internacional | Total |
| -------- | ------------------ | --------- | --------------- | --------------- | -------------------- | ------------- | ------------------ | ------------- | ----- |
| 1        | Antonio Bareiro    | Paraguay  | 7               | 2               | 0                    | 3             | 1                  | 0             | 13    |
| 2        | Iván Ramírez       | Paraguay  | 7               | 2               | 0                    | 2             | 2                  | 0             | 13    |
| 3        | Sergio Aquino      | Argentina | 4               | 4               | 2                    | 1             | 0                  | 0             | 11    |
| 4        | Luis Cardozo       | Paraguay  | 6               | 1               | 0                    | 3             | 1                  | 0             | 11    |
| 5        | Óscar Cardozo      | Paraguay  | 5               | 1               | 0                    | 3             | 2                  | 0             | 11    |
| 6        | Matías Espinoza    | Paraguay  | 5               | 1               | 0                    | 3             | 2                  | 0             | 11    |
| 7        | Martín Silva       | Uruguay   | 5               | 1               | 0                    | 3             | 2                  | 0             | 11    |
| 8        | Diego Viera        | Paraguay  | 5               | 1               | 0                    | 3             | 2                  | 0             | 11    |
| 9        | Iván Piris         | Paraguay  | 4               | 1               | 0                    | 3             | 1                  | 0             | 9     |
| 10       | Cristian Riveros   | Paraguay  | 2               | 1               | 2                    | 3             | 1                  | 0             | 9     |

## Entrenadores
- Manuel Fleitas Solich (1943)
- Manuel Fleitas Solich (1945)
- Luis Viccini (1955)
- Ramón Rodríguez (1976 – 1978)
- Luis Cubilla (agosto 2000 – diciembre 2000)
- Carlos Kiese (enero 2001 – diciembre 2001)
- Gerardo Martino (enero 2002 – junio 2003)
- Osvaldo Piazza (junio 2003 – septiembre 2003)[8]
- Víctor Genes (septiembre 2003 – abril 2004)[9]
- Juan Manuel Llop (abril 2004 – septiembre 2004)
- Carlos Jara Saguier (septiembre 2004 – diciembre 2004)
- Juan José López  (febrero 2005 – junio 2005)
- Gerardo Martino (septiembre 2005 – diciembre 2006)
- Sergio Markarián (enero 2007 – junio 2007)
- Rubén Israel (junio 2007 – diciembre 2008)
- Javier Torrente (diciembre 2008 – abril 2010)
- Gregorio Pérez (abril 2010 – junio 2011)
- Jorge Burruchaga (junio 2011 – julio 2012)
- Rubén Israel (julio 2012 – septiembre 2013)
- Pedro Sarabia (septiembre 2013 – mayo 2015)
- Ever Hugo Almeida	(junio 2015 – diciembre 2015)
- Eduardo Rivera (enero 2016 – abril 2016)
- Roberto Torres (abril 2016 – agosto 2016)
- Eduardo Villalba (agosto 2016 – diciembre 2016)
- Fernando Jubero (diciembre 2016 – diciembre 2017)
- Aldo Bobadilla (28 de diciembre de 2017 – 21 de julio de 2018)
- Eduardo Villalba (21 de julio de 2018 – 8 de octubre de 2018)
- Leonel Álvarez (9 de octubre de 2018 – 6 de marzo de 2019)
- José Chamot (7 de marzo de 2019 – 15 de diciembre de 2019)
- Ramón Díaz (17 de diciembre de 2019 – septiembre de 2020)
- Gustavo Morínigo (25 de septiembre de 2020 – diciembre de 2020)
- Juan Samudio (16–23 de diciembre de 2020)
- Daniel Garnero (1 de enero de 2021 − 10 de septiembre de 2023)
- Ariel Galeano (21 de septiembre de 2023 – agosto de 2024)[10]
- Daniel Garnero (20 de agosto de 2024 − 4 de noviembre de 2024)
- Sergio Aquino (4 de noviembre de 2024 - Actualidad)

### Entrenadores con más títulos
| Entrenador            | Títulos | Detalles |
| Rubén Israel          | 5       | Torneo Clausura 2007 Campeonato Paraguayo de Fútbol 2007 Torneo Apertura 2008 Torneo Clausura 2008 Torneo Clausura 2012 |
| Ariel Galeano         | 4       | Torneo Clausura 2023 Copa Paraguay 2023 Supercopa Paraguay 2023 Torneo Apertura 2024                                    |
| Daniel Garnero        | 3       | Torneo Apertura 2021 Torneo Apertura 2022 Torneo Apertura 2023                                                          |
| Sergio Aquino         | 3       | Copa Paraguay 2024 Supercopa Paraguay 2024 Torneo Apertura 2025                                                         |
| Gerardo Martino       | 2       | Campeonato Paraguayo de Fútbol 2002 Campeonato Paraguayo de Fútbol 2006                                                 |
| Manuel Fleitas Solich | 2       | Campeonato Paraguayo de Fútbol 1943 Campeonato Paraguayo de Fútbol 1945                                                 |

## Palmarés

### Torneos nacionales (32)
| Torneos nacionales oficiales         | Torneos nacionales oficiales | Torneos nacionales oficiales |
| Competición                          | Títulos | Subcampeonatos |
| ------------------------------------ | --- | --- |
| Primera División de Paraguay (26/22) | 1910, 1917, 1920, 1930, 1943, 1945, 1955, 1976, 2002, 2003, 2006, 2007, 2008 (A), 2008 (C), 2010 (C), 2012 (C), 2014 (A), 2014 (C), 2016 (A), 2017 (A), 2021 (A), 2022 (A), 2023 (A), 2023 (C), 2024 (A), 2025 (A) | 1909, 1924, 1927, 1928, 1929, 1931, 1944, 1950, 1952, 1953, 1954, 1956, 1967, 1977, 1990, 1992, 2004, 2005, 2009 (A), 2009 (C), 2013 (C), 2019 (C). |
| Copa Paraguay (3/0)                  | 2019, 2023, 2024. | |
| Supercopa de Paraguay (2/0)          | 2023. 2024. | |
| Plaqueta Millington Drake (1/0)      | 1952. | |
|                                      | | |
| Segunda División de Paraguay (1/0)   | 2000. | |
| Liga Centenario (3/0)                | 1913, 1914, 1916. | |
| Liga Transitoria (1/0)               | 1917. | |
| Campeonato Nacional de Clubes (0/2)  | | 1976, 1978. |
| Torneo República (0/1)               | | 1995. |

### Torneos internacionales
| Torneos internacionales amistosos          | Torneos internacionales amistosos | Torneos internacionales amistosos |
| Competición                                | Títulos                           | Subcampeonatos                    |
| ------------------------------------------ | --------------------------------- | --------------------------------- |
| Torneo Cuadrangular Internacional de Quito | 1954.                             |                                   |
| Copa Ciudad de Santa Fe                    | 2009.                             |                                   |

### Distinciones
- Premio 12 de Diciembre (1): 1950.
- Emisión Postal (2):
  - En su Centenario (1): 2005.[11]
  - Inauguración del nuevo Estadio Dr. Nicolás Leoz (1): 2007.
- Premios Guaraní (2):
- Mejor equipo del mes del mundo
  - Mejor equipo del Clausura (1): 2010.
  - Equipo del Año (1): 2010.
- Premio Comuneros Campeones Sudamericanos de Mini 1972 Club de Mini (1): 2010.
- Cheque de Campeones (3): A 2008, C 2008 y C 2010.

## Otras secciones deportivas

### Sección de Baloncesto
El Club Libertad cuenta con equipos de baloncesto masculino y femenino. En el primer caso, es el segundo más veces campeón del baloncesto paraguayo masculino, con 11 títulos absolutos nacionales. Durante la década de 1980, el club Libertad era reconocido por ser uno de los más competitivos y ganadores del país, con varios jugadores de EE. UU. En la década de 1990 bajó su nivel, y no obtuvo ningún campeonato. Sin embargo, con la llegada del siglo XXI, y de la nueva directiva, el equipo de baloncesto volvió a pelear varios campeonatos, obteniéndolo en 2005, 2008 y 2009; además del Top Profesional en el 2010 y la Liga Nacional en el 2011.
En el caso del equipo femenino, fue el primer tricampeón entre 1949 y 1951, pero estuvo seis décadas sin ganar, hasta que en el 2012 logró su cuarto título.

### Palmarés

#### Masculino
- Súper copa de campeones (2): 2008, 2009.
- Campeonatos nacionales (9): 1958, 1972, 1974, 1977, 1979, 1986, 1987, 1990, 2005.
- Top profesional (6): 2008, 2009, 2010, 2013, 2015, 2016.
- Liga nacional de clubes (2): 2009, 2011.

#### Femenino
- Metropolitano Profesional (3): 1949, 1950, 1951.
- Top Profesional (1): 2012.

### Sección de Balonmano
El Club Libertad también se ha consagrado en balonmano, pues consiguió el bicampeonato nacional masculino en los años 1987 y 1988.